# Güneyyamaç, Bahçesaray
Güneyyamaç là một xã thuộc thành phố Bahçesaray, tỉnh Van, Thổ Nhĩ Kỳ. Dân số thời điểm năm 2011 là 1.661 người.